# Antonio Barberini
Antônio Barberini, dito o Júnior O.S.Io.Hieros. (Roma, 5 de agosto de 1607 - Nemi, 4 de agosto de 1671) foi um cardeal italiano, cardeal-sobrinho, arcipreste da Basílica de Santa Maria Maior, Camerlengo da Câmara Apostólica e Arcebispo de Reims.

## Biografia
Nascido da tradicional família Barberini, era o filho mais novo de Carlo Barberini e Costanza Magalotti, assim, era sobrinho de Maffeo Barberini, mais tarde Papa e do cardeal Antonio Marcello Barberini. Era irmão do cardeal Francesco Barberini, sênior e do Capitão-geral da Igreja Taddeo Barberini, além de primo do cardeal Francesco Maria Machiavelli. Era ascendente dos cardeais Carlo Barberini e Francesco Barberini, iuniore.
Tornou-se Grão-Prior da Ordem Soberana e Militar de Malta em Roma e Grão-Cruz da ordem. Entrou para o estado eclesiástico em 1627.

## Cardinalato
Foi criado cardeal in pectore no consistório de 30 de agosto de 1627, pelo Papa Urbano VIII, com as despensas por ter um tio Papa e outros cardeais parentes, sendo seu nome publicado no consistório de 7 de fevereiro de 1628, recebendo o barrete cardinalício e o título de Cardeal-diácono de Santa Maria em Aquiro em 28 de fevereiro.
É nomeado arcipreste da Basílica de São João de Latrão em 1627. Depois, é nomeado Prefeito do Supremo Tribunal da Assinatura Apostólica de Justiça em 18 de março de 1628. Nomeado Secretário de breves apostólicos. Em 1629, passa a ser o arcipreste da Basílica de Santa Maria Maior, cargo que exerceria até a sua morte.
Passa para a diaconia de Cardeal-diácono de Santa Ágata do Subúrbio em 24 de novembro de 1632. No mesmo ano, torna-se Prefeito da Sagrada Congregação da Inquisição Universal.
Em 1633, com seu irmão cardeal Francesco, estabeleceu-se em seu novo palácio em Quattro Fontane, onde contribuiu para a abertura do Teatro do Palácio Barberini e onde ele se tornou um generoso mecenas de artistas e autores literários, como Naudé, Holste e Bouchard, que contribuíram para a formação de sua grande biblioteca. Ele próprio era um poeta em latim reconhecido.
Torna-se Camerlengo da Santa Igreja Romana em 28 de julho de 1638, ficando nesse posto até sua morte. Passa para a diaconia de Santa Maria em Via Lata em 10 de novembro de 1642 e torna-se Cardeal Protodiácono.

## Queda dos Barberini
Junto com seu irmão Taddeo, general do exército papal, foi acusado com a supervisão das operações militares durante a Guerra de Castro. A guerra terminou desastrosamente na batalha de Lagoscuro em 1644 com a rendição das tropas papais. O Papa Urbano VIII morreu pouco depois. A família Barberini caiu em desgraça por causa do ressentimento acumulado em Roma contra eles. Em 1645, o novo Papa Inocêncio X ordenou uma investigação sobre os lucros ilícitos dos Barberinis durante o pontificado de Urbano e em particular sobre a Guerra de Castro. Devido à evolução da situação, Cardeal Antonio e seu irmão Taddeo escaparam para Paris, em 27 de setembro de 1645.
Eles receberam a hospitalidade e o apoio do rei Luís XIV e de seu ministro, o Cardeal Jules Mazarin. O cardeal reconcilia-se com o Papa Inocêncio X e retorna a Roma em 12 de julho de 1653. O papa restaura todos os seus títulos e protetorados em 15 de agosto. Ele recupera sua riqueza, sob o pontificado do Papa Alexandre VII. A partir desse momento, ele experimentou uma conversão dedicando-se à religião e abandonando a conduta mundana que tinha caracterizado a sua vida até então. Ele assume uma atitude de rígida ortodoxia e mais particularmente, contra o jansenismo. Passa para a ordem de cardeais-presbíteros e o título de Santíssima Trindade no Monte Pincio, em 21 de julho.

## Episcopado
Nomeado bispo de Poitiers pelo rei Luís XIV, em 16 de agosto, nunca foi confirmado pela Santa Sé. Grão-Esmoler da França e prelado-comandante da Ordem do Espírito Santo, em 1653. Passa para a ordem dos cardeais-bispos e assume a Sé suburbicária de Frascati, em 11 de outubro de 1655. Foi consagrado em 24 de outubro, na igreja do noviciado da Companhia de Jesus, de Roma, por Giovanni Battista Scanaroli, bispo-titular de Sidon, assistido por Lorenzo Gavotti, Theat., bispo de Ventimilia, e por Marcantonio Bettoni, T.O.S.F., bispo-titular de Coron. Nomeado arcebispo de Reims pelo rei Luís XIV da França em 27 de junho de 1657, foi confirmado pela Santa Sé, mantendo o cargo de camerlengo da Santa Igreja Romana em 18 de julho de 1667. Passou para a suburbicária de Palestrina em 21 de novembro de 1661.
Faleceu na madrugada de 4 de agosto de 1671, perto de três horas, na diocese de Nemi, em Roma, de apoplexia. Seu corpo foi exposto e depois enterrado na igreja de San Lorenzo em Palestrina. Segundo a sua vontade, então, o irmão do cardeal moveu seus restos mortais para a igreja de sua família dedicada a Santa Rosalia.

## Conclaves
- Conclave de 1644 – participou da eleição do Papa Inocêncio X.
- Conclave de 1655 – participou da eleição do Papa Alexandre VII.
- Conclave de 1667 – participou da eleição do Papa Clemente IX.
- Conclave de 1669-1670 – participou da eleição do Papa Clemente X.

## Honras
- Grã-cruz da Ordem de São João de Jerusalém ;
- Commandeur de l' Ordre du Saint-Esprit ;